# 迷惑
| ウィキペディアには「迷惑」という見出しの百科事典記事はありません（タイトルに「迷惑」を含むページの一覧/「迷惑」で始まるページの一覧）。 代わりにウィクショナリーのページ「迷惑」が役に立つかもしれません。 |